# 貧民の食卓
『貧民の食卓』（ひんみんのしょくたく）は、おおつぼマキによる日本の漫画作品。『週刊コミックバンチ』（新潮社）にて2001年創刊号から2003年4・5号合併号まで連載された。単行本は全5巻。

## 概要
『セイシュンの食卓』（たけだみりこ）に端を発する「ズボラ料理」を紹介する漫画の1種であり、1食100円以下の安価で簡素なメニューを紹介しているのが特徴。また、冷蔵庫にある残り物を使った料理で、おなかをすかせた子どもたちを満足させたり、町内の諸問題を解決し、作中で作った料理のレシピを紹介するという点では『クッキングパパ』（うえやまとち）との類似点も指摘される。
おおつぼマキの代表作に挙げられる作品である。

## あらすじ
母を亡くした赤柿家で父の留吉と娘の千夏（中学生）、息子のハジメ（小学生）の3人による日々のくらしと食事を描くドバタバコメディ。
留吉はギャンブル好きでぐうたら者で働かないが、悪知恵に長け、料理の腕は良い。そんな留吉が毎回、激安で美味な料理を繰り出す。

## 料理の例
以下に本作で紹介されたレシピの例を挙げる。
おかずにヘンシン風ライス春巻き
冷蔵庫にあった冷ご飯を春巻きの皮で巻いて揚げる。1人前53円。
胴の短いウナギ丼
イワシを使って鰻丼を再現。1人前95円。
おめめパッチリじゃこめしセンベイ、あたまシャッキリ梅レタススープ
受験生向けに歯応えのある夜食。センベイが1人前12円。スープが1人前13円。
赤柿屋の100円牛丼
牛丼屋で購入した1杯の牛丼に麩、タマネギ、卵を加えて増量し、4等分する。1人前89円。
ステキなステキなステーキこんにゃく
各種スパイシー素材で炒めたコンニャクによるステーキ。1人前84円。